# Chili Turèll
Chili Turèll – døbt Inge Margrethe Svendsen – (født 13. november 1947 i Hjørring) er en dansk skuespiller, lydbogsindlæser og forfatter.
Chili Turèll er vokset op i Esbjerg og Viby. Hun har taget russisk-sproglig studentereksamen fra Århus Katedralskole. I 1968-69 var hun ved Jomfru Ane Teatret i Aalborg, og i perioden 1969-72 blev hun uddannet som skuespiller på teaterskolen ved Aarhus Teater. I 1978 flyttede hun sammen med forfatteren Dan Turèll og de fik i 1979 datteren Lotus Maria Chili. Parret giftede sig i 1982.
Ud over Jomfru Ane Teatret og Aarhus Teater har hun været ansat ved Det Kongelige Teater, Aveny Teatret, Café Teatret, Mercur Teater og ved London Toast Theatre i perioden 1969-88. Hun har endvidere optrådt i sin egenproducerede kabaret, Parfumeret Sild.
I 1991-1996 spillede hun hovedrollen i DR TV serien Landsbyen sammen med bl.a. Niels Skousen og Søren Østergaard.
I 2002-06 uddannede Turèll sig i medicinsk Qi Gong, som hun nu er instruktør i.
Kunstnernavnet Chili Turèll er ifølge Peder Bundgaards Dan Turèll-biografi Superdan dannet af husbondens efternavn og datterens mellemnavn.
I 2017 stillede Chili Turèll op til kommunalvalget for Alternativet i Frederiksberg Kommune.

## Hædersbevisninger
- 1999 Frederiksborg Amts Teaterpris

## Film
- Bejleren - en jysk røverhistorie (1975)
- Affæren i Mølleby (1976)
- Den dobbelte mand (1976)
- Oviri (1986)

## TV
- Landsbyen (1991-1996)

## Bøger
- Dagbog til min datter (1982) ISBN 87-418-5406-3
- I livets strøm (2007) ISBN 978-87-595-2827-3

## Lydbog/CD
- Daode jing & de 6 lydløse lyde (2007) ISBN 978-87-91493-06-5 (Chili Turèll er hovedoplæser og udfører desuden de seks lydløse lyde – også kaldet de seks helende lyde. Øvrige medvirkende: Lotus Turèll, Jørgen Buhl, Torben Buhl, Hugo Hørlych Karlsen).

## Eksterne links
- Chili Turèlls hjemmeside Arkiveret 2. juni 2008 hos  Wayback Machine
- Chili Turèll på Internet Movie Database (engelsk)
- Chili Turèll på Filmdatabasen
- Chili Turèll på Filmdatabasen
- Chili Turèll på danskefilm.dk
- Chili Turèll på danskfilmogtv.dk
- Chili Turèll på Scope
- Chili Turèll på The Movie Database (engelsk)
- Chili Turèll på Litteraturpriser.dk